# سيتروين برلنغو II
سيتروين برلنغو II هي سيارة من تصنيع سيتروين، وهي الجيل الثاني من سيارة سيتروين برلنغو بعد سيتروين برلنغو I.